# Gornji Jasenovik
Gornji Jasenovik en serbe latin et Jasenovik i Epërm en albanais (en serbe cyrillique : Горњи Јасеновик) est une localité du Kosovo située dans la commune/municipalité de Zubin Potok/Zubin Potok, district de Mitrovicë/Kosovska Mitrovica. Selon des estimations de 2009 comptabilisées pour le recensement kosovar de 2011, elle compte 24 habitants, dont une majorité de Serbes.

## Démographie

### Évolution historique de la population dans la localité
| 1948 | 1953 | 1961 | 1971 | 1981 | 1991 | 2009 |
| ---- | ---- | ---- | ---- | ---- | ---- | ---- |
| 81   | 93   | 86   | 99   | 71   | 55   | 24   |

|  |